# ブルンジの鉄道
ブルンジの鉄道では、ブルンジにおける鉄道について記す。2022年現在、鉄道は運行されていない。

## 隣接国との鉄道接続状況
- タンザニア - 接続なし
- コンゴ民主共和国 - 接続なし
- ルワンダ - 接続なし